# Стави (Свентокшиське воєводство)
Стави (пол. Stawy) — село в Польщі, у гміні Імельно Єнджейовського повіту Свентокшиського воєводства.
Населення — 354 особи (2011).
У 1975-1998 роках село належало до Келецького воєводства.

## Демографія
Демографічна структура на день 31 березня 2011 року:
|          | Загалом | Допрацездатний вік | Працездатний вік | Постпрацездатний вік |
| -------- | ------- | ------------------ | ---------------- | -------------------- |
| Чоловіки | 171     | 27                 | 114              | 30                   |
| Жінки    | 183     | 35                 | 97               | 51                   |
| Разом    | 354     | 62                 | 211              | 81                   |